# La Conquista
La Conquista es un municipio del departamento de Carazo en la República de Nicaragua. 
La cabecera municipal del mismo nombre dista 64 kilómetros de Managua, la Capital y a 16 kilómetros de Jinotepe, la cabecera departamental.

## Geografía
El término municipal limita al norte y al oeste con el municipio de Jinotepe y al sur y este con el municipio de Santa Teresa.
No posee accidentes geográficos destacables, la mayor parte de su extensión es plana, con unos 40 riachuelos.

## Historia
El territorio de La Conquista ha sido habitado por descendientes de los antiguos pueblos originarios.
Según historiadores locales, el valle fue escenario de combates entre la tropa de Gil González Dávila y los guerreros dirianes y niquiranos, se dice que en donde actualmente está el parque central municipal reposan muchos de los guerreros caídos en esos combates. En memoria de esas luchas surge el nombre de La Conquista.
A finales de 1898, el "valle de La Conquista" era una comarca rural que pertenecía al municipio de Santa Teresa, pero gracias a un grupo de pobladores fue elevado al rango de villa con el nombre de "La Conquista", el 4 de octubre de 1899 durante la administración del presidente José Santos Zelaya.

## Demografía
La Conquista tiene una población actual de 4,144 habitantes. De la población total, el 50.2% son hombres y el 49.8% son mujeres. Casi el 25.5% de la población vive en la zona urbana.

## Clima
El municipio tiene un clima tropical de sabana (semi-húmedo), con una precipitación que oscila entre los 1200 y 1400 mm, con una temperatura que varía entre los 23 y 24 °C.
El suelo varía de semiplanos a ondulados y quebrados.

## Flora y fauna
Entre las especies de árboles están: laurel, cedro, guanacaste, madroño, malinche, guapinol, tempate, chilamate; así como gran variedad de plantas ornamentales (sacuanjoche, elequeme) y medicinales (tigüilote, jiñocuao).
En fauna abundan: ardilla, chachalaca, conejo, cusuco, garrobo negro, gallinita de monte, guardatinaja, güises, iguana verde, mono congo, tigrillo, carpintero y zenzontles.

## Localidades
El municipio consta de 30 comarcas rurales y el casco urbano correspondiente a su cabecera municipal.

## Atractivos
La "huella del Gigante", la "cueva del Indio" y la "pilita del Señor" son algunos de los sitios que atraen a visitantes nacionales y extranjeros.

## Economía
Entre las actividades económicas destacan la ganadería y el cultivo de granos básicos como son: frijoles, maíz, sorgo y arroz, además de plantíos de chagüite y yuca.

## Infraestructura
Cuenta con la infravestructura necesaria para ofertar el llamado turismo comunitario.

### Transporte
Existen dos redes de carreteras que son: 
- Santa Teresa - Jinotepe, con una distancia de 10 kilómetros.
- La Conquista - Jinotepe, con una distancia de 16 kilómetros.

## Tradiciones
Los lugareños cuentan la leyenda de un gigante que en tiempos remotos pasó por el poblado y en una piedra del río dejó grabada su enorme pisada la "huella del Gigante" y que la huella de su otro pie se encuentra cerca de Nandaime.
Celebra sus fiestas patronales entre el 13 y 15 de enero en honor al "Señor de Esquipulas" o "Cristo Negro".
El templo parroquial municipal alberga la imagen del Señor de Esquipulas y la Arquidiócesis de Managua lo declaró como "Santuario Cristológico Arquidiocesano de Nuestro Señor de Esquipulas", por ello cada año es visitado en peregrinación por feligreses católicos de más de 120 iglesias de los departamentos de Managua, Masaya y Carazo. Fue construido con paredes cornisas y muros de piedra, restaurada en 1923 por el presbítero Pedro Arias Vargas, quien era vicario de Jinotepe.
Cuentan que la imagen venerada del Señor de Esquipulas apareció en el lugar conocido como "La Pilita", por ello la creencia de fe que sus aguas son curativas.
El platillo típico es la "Sopa de chotes"  a base de caracolitos de río, que se combinan con tomates, pimentón y leche de vaca (algunos le agrega camarones). Este platillo es muy popular por sus propiedades reconstituyentes.

## Personajes célebres
- Mélida Lovo Espinoza (15 de noviembre de 1902), maestra de escuela originaria de Jinotepe, se graduó en 1919 y vivió 103 años.[5] Fue nombrada directora y profesora de la Escuela Mixta de La Conquista, según Acuerdo Presidencial N.º 72,[6] dado el 11 de marzo de 1940 y publicado en La Gaceta N.º 63 del 15 de marzo del mismo año. En su honor en 1967 se fundó una escuela[7] con su nombre.
- Pedro Castillo Guzmán, maestro fundador de la escuela "Mélida Lovo Espinoza".